# Zachar Bron

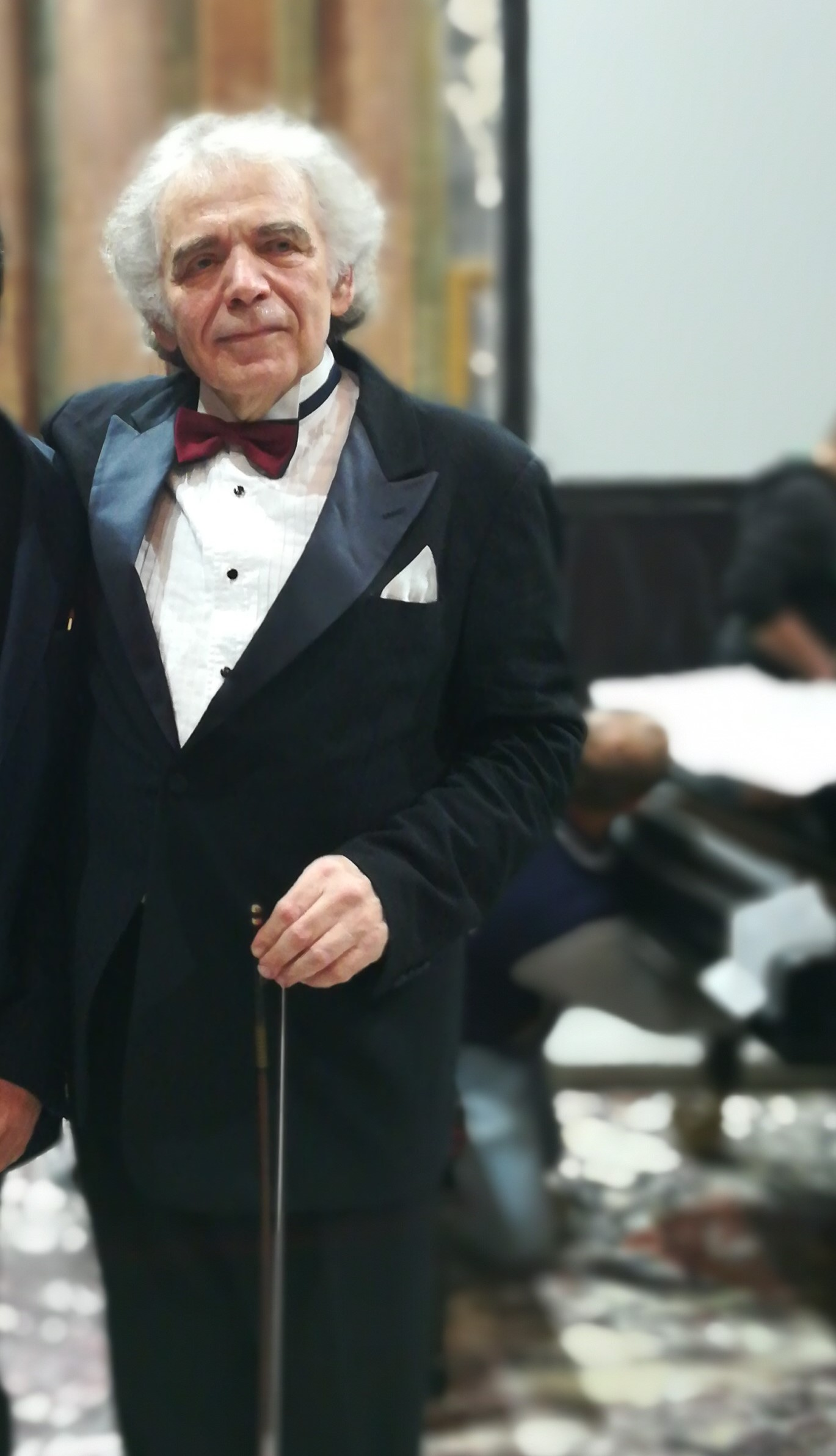
Zachar Bron, nel 2018 a Genova

Zachar Nuchimovič Bron (in russo Заха́р Ну́химович Брон?; Oral, 17 dicembre 1947) è un violinista e docente russo.

## Biografia
Zachar Nuchimovič Bron ha iniziato a studiare violino con Aleksej Bolotin nella città natale. Poi ha studiato a Odessa con Artur Zisserman e dopo il trasferimento a Mosca con Boris Gol’dštejn e con Igor' Ojstrach. Ha vinto diversi premi in concorsi: al “All-Union” in Unione Sovietica (1967), al Regina Elisabetta del Belgio (1971) e al Wieniawski (1977). Completati gli studi (1971), è stato assistente di Ojstrach al Conservatorio di Mosca. In seguito ha insegnato al Conservatorio di Novosibirsk, forgiando nuove generazioni di violinisti russi. 
Con i primi riconoscimenti internazionali di alcuni dei suoi allievi, Bron ha iniziato a ricevere inviti in Europa. Alla fine degli anni Ottanta ottiene il trasferimento in Occidente. Diversi suoi studenti lo seguono, come Vadim Repin, Maxim Vengerov, Nikolai Madoyev e Natalja Prishepenko. Si stabilisce a Lubecca dove insegna presso l’Accademia di Musica. Gli impegni come docente si infittiscono rapidamente. Dal 1989 è docente alla Royal Academy of Music di Londra, dal 1990 insegna a Rotterdam, Novosibirsk e Tokyo. Dal 1991 insegna a Madrid e dal 1997 a Colonia. Nel corso degli anni successivi, ha tenuto corsi di perfezionamento sparsi in tutto il mondo. Tra i numerosi studenti che si sono perfezionati con lui, si possono ricordare: David Garrett, Vadim Gluzman, Denis Goldfeld, Daniel Hope, Mayuko Kamio, Daishin Kashimoto, Tamaki Kawakubo, Mayu Kishima, Igor Malinovsky, Gwendolyn Masin, Christoph Seybold, Sayaka Shoji, Kirill Troussov e Soyoung Yoon.  
Da quando si è trasferito in Occidente ha dato alle stampe diverse pubblicazioni. La più nota Etüdenkunst, Eine Etüdensammlung für Violine (1998) è stata tradotta in inglese, francese e italiano.  
Ha fatto parte di giurie in diversi concorsi come quello dell’ex Unione Sovietica, il Lipinski-Wieniawski (Lublino), il Wieniawski (Poznań), il Kreisler (Vienna), il Kulenkampff  (Colonia), il Flesch (Londra), il Premio Paganini (Genova) e altri.
Vive a Zurigo.

## Scritti
Selezione
- Etüdenkunst, Eine Etüdensammlung für Violine, Berlin, Ries & Erler, 1998; tr. en. The Art of the Etude, A Collection of Etudes for the Violin, Carl Fischer Music Publisher, 1999; tr. fr. L' Art de l’etude, pour violon: études et caprices de Dont, Wieniawski et Paganini; édités et commentés par Zakhar Bron, Paris, Leduc, 2000; tr. it., L'arte dello studio, Studi e Capricci di Dont, Wieniawski e Paganini scelti e commentati da Zakhar Bron, Milano, Curci, 2003
- My Favorite Things, in «The Strad», Vol. 124 n. 1481 (September 2013), pp. 76-77